# 安倍令こ
安倍 令こ（あべ れいこ）は、日本の歌手・シンガーソングライター・ヴォイストレーナー。京都府出身。
関西を中心に活動。

## 主な活動
1992年　女性3人グループSEAGULLS（シーガルズ）のE,Bass&Voとして、ワーナーミュージック・ジャパンよりデビュー。
その後ソロ活動開始。
1999年　99京都音楽祭にて大村篤史とのデュオで「砂のかけら」が最優秀賞を受賞。
翌年にはCDをリリース。
現在は、らんまる、野田まどかと共にユニットa.r.mで活動中。

## ラジオ
- ほっとココロ765　FM COCOLO　月・火曜日　11:00~12:00